# Stazione meteorologica di Belluno
La stazione meteorologica di Belluno è la stazione meteorologica di riferimento relativa alla città di Belluno.

## Coordinate geografiche
A Belluno si sono succeduti almeno 5 siti differenti per la stazione ufficiale, cui si è aggiunta una stazione sperimentale. 
È il capoluogo di provincia più freddo d'Italia.
La stazione meteorologica cui si riferiscono di dati riportati in questa pagina era situata nell'Italia nord-orientale, nel Veneto, nel comune di Belluno, a 404 metri s.l.m. e alle coordinate geografiche 46°07′N 12°13′E. Le coordinate fornite rinviano a un punto in versante tra Visome e Castion.
A partire dal 1º gennaio 1986 Belluno è stata servita invece dalla stazione dell'Ufficio Idrografico situata allo stadio comunale di calcio; successivamente, dal 1988 al 1991, da una stazione installata presso il giardino del Genio Civile, e dal 1992 al 2004 dalla stazione Regione Veneto/Arpav di Viale Europa. Dal novembre 2004 la stazione meteo di Belluno si trova presso l'aeroporto turistico della città.
Per alcuni anni, fino al 2004, è stata attiva la stazione sperimentale di Belluno loc. Pra Magri a ovest della città in zona Salce.

## Dati climatologici
Secondo i dati medi del trentennio 1961-1990, la temperatura media del mese più freddo, gennaio, si attesta a -0,4 °C, mentre quella del mese più caldo, luglio, è di +20,9 °C.
Le precipitazioni medie annue, superiori ai 1100 mm e mediamente distribuite in 106 giorni, presentano un minimo relativo in inverno, un picco in estate e massimi secondari in primavera ed autunno .
| Belluno             | Mesi | Mesi | Mesi | Mesi | Mesi | Mesi | Mesi | Mesi | Mesi | Mesi | Mesi | Mesi | Stagioni | Stagioni | Stagioni | Stagioni | Anno  |
| Belluno             | Gen  | Feb  | Mar  | Apr  | Mag  | Giu  | Lug  | Ago  | Set  | Ott  | Nov  | Dic  | Inv      | Pri      | Est      | Aut      | Anno  |
| ------------------- | ---- | ---- | ---- | ---- | ---- | ---- | ---- | ---- | ---- | ---- | ---- | ---- | -------- | -------- | -------- | -------- | ----- |
| T. max. media (°C)  | 3,3  | 6,2  | 11,1 | 15,5 | 19,9 | 24,0 | 26,5 | 26,0 | 22,4 | 16,3 | 9,6  | 4,5  | 4,7      | 15,5     | 25,5     | 16,1     | 15,4  |
| T. min. media (°C)  | −4,1 | −2,4 | 1,8  | 5,9  | 9,9  | 13,4 | 15,3 | 14,9 | 12,2 | 7,3  | 2,1  | −2,2 | −2,9     | 5,9      | 14,5     | 7,2      | 6,2   |
| Precipitazioni (mm) | 45   | 52   | 77   | 97   | 130  | 120  | 115  | 102  | 98   | 116  | 105  | 71   | 168      | 304      | 337      | 319      | 1 128 |
| Giorni di pioggia   | 5    | 5    | 7    | 11   | 13   | 13   | 11   | 10   | 8    | 9    | 8    | 6    | 16       | 31       | 34       | 25       | 106   |